# Tamipar
Tamipar est une localité située dans le département de Batié de la province du Noumbiel dans la région Sud-Ouest au Burkina Faso.

## Géographie
Tamipar se trouve à environ 10 km au sud-est de Batié, le chef-lieu du département, et de la route nationale 11.

## Santé et éducation
Tamipar accueille un centre de santé et de promotion sociale (CSPS) tandis que le centre médical avec antenne chirurgicale (CMA) de la province se trouve à Batié.